# Conan (Marvel Comics)
Conan es un personaje ficticio basado en Conan el Bárbaro de Robert E. Howard. Fue introducido al mundo del cómic en 1970 con Conan el Bárbaro, escrito por Roy Thomas, ilustrado por Barry Smith y publicado por Marvel Comics.
Smith fue sustituido posteriormente por John Buscema, mientras Thomas siguió escribiendo muchos años. Otros escritores sobre Conan el Bárbaro fueron Stan Lee, Wally Wood, Jim Owsley (también llamado Christopher Priest) o Michael Fleisher. El escritor de La espada salvaje de Conan fue Thomas y la mayor parte de los dibujos fueron realizados por Buscema, Alfredo Alcala o Gil Kane, entre otros. También fueron adaptadas como tira de prensa dominical desde el 4 de septiembre de 1978 al 12 de abril de 1981. Al principio escrito por Thomas e ilustrado por Buscema, después fue continuada por otros dibujantes y escritores. Marvel abandonó al personaje a finales de 2000.
Otros títulos Marvel sobre Conan fueron Savage Tales (1971 – 1975), Giant-Size Conan (1974–1975), King Conan/Conan the King (1980–1989), Conan the Adventurer (1994 – 1995), Conan (1995 – 1996), y Conan the Savage (1995 – 1996).

## Apariciones principales
A continuación se citan todas las apariciones del personaje.
| Título                                  | Números      | Fechas      | Notas                                                                |
| --------------------------------------- | ------------ | ----------- | -------------------------------------------------------------------- |
| Conan the Barbarian                     | #1 - 275     | 1970 – 1993 |                                                                      |
| Conan the Barbarian                     | Anual #1-12  | 1973-1987   |                                                                      |
| Savage Tales                            | #1 - 5       | 1971–1975   | Apareció en los cinco primeros tomos.                                |
| Giant-Size Conan                        | #1 - 5       | 1974–1975   |                                                                      |
| The Savage Sword of Conan the Barbarian | #1 - 235     | 1974–1995   | Edición en blanco y negro.                                           |
| The Savage Sword of Conan the Barbarian | Anual #1     | 1975        |                                                                      |
| Conan tiras de prensa                   | 16 historias | 1978 – 1981 |                                                                      |
| Handbook of the Conan Universe          | #1           | 1985        |                                                                      |
| King Conan/Conan the King               | #1 - 55      | 1980 – 1989 | El título cambió de King Conan a Conan the King después del tomo #19 |
| Conan the Adventurer                    | #1 - 14      | 1994 – 1995 |                                                                      |
| Conan                                   | #1 - 11      | 1995 – 1996 |                                                                      |
| Conan the Savage                        | #1 - 10      | 1995 – 1996 |                                                                      |

### Tiras de prensa
1. The Coming of Conan, Roy Thomas & John Buscema
(4 de septiembre de 1978 - 9 de septiembre de 1978)
2. The Wizard's Daughter, Roy Thomas & John Buscema
(10 de septiembre de 1978 - 21 de octubre de 1978)
3. Red Sonja, Roy Thomas, John Buscema & Ernie Chan
(22 de octubre de 1978 - 24 de diciembre de 1978)
4. The Slavers, Roy Thomas & Ernie Chan
(25 de diciembre de 1978 - 10 de febrero de 1979)
5. The Stolen City, Roy Thomas & Ernie Chan
(11 de febrero de 1979 - 25 de marzo de 1979)
6. The People of the Cataclysm, Roy Thomas & Ernie Chan
(26 de marzo de 1979 - 10 de junio de 1979)
7. The Castle of Vincenzo, Roy Thomas & Ernie Chan
(11 de junio de 1979 - 26 de agosto de 1979)
8. The Rescue of King Sohram, Roy Thomas & Ernie Chan
(26 de agosto de 1979 - 28 de octubre de 1979)
9. Bride of the Black Book, Roy Thomas & Ernie Chan
(29 de octubre de 1979 - 22 de diciembre de 1979)
10. Red Sonja and Thulsa Doom, Roy Thomas & Ernie Chan
(23 de diciembre de 1979 - 15 de marzo de 1980)
11. The Jewel of the Ages, Roy Thomas & Ernie Chan
(16 de marzo de 1980 - 27 de abril de 1980)
12. Treasure Ship, Roy Thomas & Ernie Chan
(28 de abril de 1980 - 22 de junio de 1980)
13. Island Warrior, Roy Thomas & Ernie Chan
(23 de junio de 1980  - 27 de agosto de 1980)
14. The Plague Demon, Roy Thomas & Alfredo Alcala
(28 de agosto de 1980  - 19 de octubre de 1980)
15. The Tower of the Elephant, Roy Thomas, Rudy Nebres, Pablo Marcos & Alan Kupperberg
(20 de octubre de 1980  - 3 de enero de 1981)
16. Revenge of the Son of Yara the Wizard Priest, Roy Thomas, Doug Moench, Alan Kupperberg, Pablo Marcos & Tom Yeates
(4 de enero de 1981 - 12 de abril de 1981)

### Novelas gráficas
- The Witch Queen of Acheron (Marvel Graphic Novel [MGN] #19, 1985)
- Conan the Reaver (MGN #28, 1987)
- Conan of the Isles (MGN #42, 1988)
- The Skull of Set (MGN #53, 1989)
- The Horn of Azoth (MGN #59, 1990)
- Conan the Rogue (MGN #69, 1991)
- The Ravagers Out of Time (MGN #73, 1992)

### Miniseries de Conan the Barbarian
- Conan the Barbarian vol. 2 (1997), 3 tomos
- Stalker of the Woods (1997), 3 tomos
- The Usurper (1997–1998), 3 tomos
- Lord of the Spiders (1998), 3 tomos
- River of Blood (1998), 3 tomos
- Return of Styrm (1998), 3 tomos
- Scarlet Sword (1998–1999), 3 tomos
- Death Covered in Gold (1999), 3 tomos
- Flame and the Fiend (2000), 3 tomos

### Otras apariciones
- What If: Vol. 1 #13 Conan aparece en el mundo moderno.
- What If: Vol.1 #43 Conan pelea ante el Captain America.
- What If: Vol.2 #16 Conan pelea ante Wolverine.
- Avengers Forever #12 (1998).
- Excalibur #47 con Satyrnine.
- Fantastic Four #405.
- Incomplete Death's Head #11 aparece en un panel.
- Green Goblin #10.
- Paradise X: Heralds #1.

#### Otras
- Conan the Barbarian – Especial sobre la película (1982), 2 tomos.
- Conan the Destroyer – Especial sobre la película (1985), 2 tomos.
- Marvel Age, tomos 1, 2, 8 y 13.

### Reimpresiones
- Conan the Barbarian (1978 a 1979), seis libros publicados por Ace Books/Tempo Star.
- Conan the Barbarian – Special Edition (1983), Red Nails.
- Conan Saga (1987–1995), 97 tomos.
- Conan Classic (1994–1995), 11 tomos.
- Marvel Treasury Edition, tomos 4, 15, 19 y 23.
- Marvel Super Special, tomos 2, 9, 21 y 35.
- Essential Conan (2000), Vol 1 (tomos 1-25)